# Copa COSAFA 2005
La Copa COSAFA 2005 fue la novena edición del torneo de fútbol de nivel de selecciones nacionales de África del Sur organizado por la COSAFA y que contó con la participación de 13 selecciones de la región.
Zimbabue venció en la final a Zambia en Sudáfrica para ganar el título regional por tercera ocasión.

## Fase de grupos

### Grupo A
Los partidos se jugaron en Mauricio.

#### Semifinales
| 26 de febrero de 2005                 | Seychelles | 0–3 | Sudáfrica                     | Stade George V, Curepipe |  |
|                                       |            |     | Mphela 12' 16' · Chabangu 44' |                          |  |
| Sudáfrica avanza a la siguiente ronda |            |     |                               |                          |  |

| 26 de febrero de 2005                | Mauricio              | 2–0 | Madagascar | Stade George V, Curepipe |  |
|                                      | Appou 44' · Louis 48' |     |            |                          |  |
| Mauricio avanza a la siguiente ronda |                       |     |            |                          |  |

#### Final
| 27 de febrero de 2005            | Sudáfrica  | 1-0 | Mauricio | Stade George V, Curepipe |  |
|                                  | Mphela 36' |     |          |                          |  |
| Sudáfrica avanza a la fase final |            |     |          |                          |  |

### Grupo B
Los partidos se jugaron en Namibia.

#### Semifinales
| 16 de abril de 2005                  | Mozambique | 0–3 | Zimbabue                              | Estadio Independencia, Windhoek |  |
|                                      |            |     | Chimedza 66' (pen.) 78' · Sandaka 82' |                                 |  |
| Zimbabue avanza a la siguiente ronda |            |     |                                       |                                 |  |

| 16 de abril de 2005                  | Namibia          | 1–1 (1–2 p.) | Botsuana        | Estadio Independencia, Windhoek |  |
|                                      | Botes 35' (a.g.) |              | Moatlhaping 90' |                                 |  |
| Botsuana avanza a la siguiente ronda |                  |              |                 |                                 |  |

#### Final
| 17 de abril de 2005             | Zimbabue                | 2–0 | Botsuana | Estadio Independencia, Windhoek |  |
|                                 | Badza 21' · Sandaka 82' |     |          |                                 |  |
| Zimbabue avanza a la fase final |                         |     |          |                                 |  |

### Grupo C
Los partidos se jugaron en Zambia.

#### Semifinales
| 11 de junio de 2005                | Lesoto           | 1–2 | Malaui                      | Estadio Independencia, Lusaka |  |
|                                    | Potse 46' (pen.) |     | Chitsulo 53' · Zakazaka 73' |                               |  |
| Malaui avanza a la siguiente ronda |                  |     |                             |                               |  |

| 11 de junio de 2005 | Zambia                       | 3–0 | Suazilandia | Estadio Independencia, Lusaka |  |
|                     | Mbesuma 44' 47' · Kalaba 53' |     |             |                               |  |

#### Final
| 12 de junio de 2005           | Zambia          | 2–1 | Malaui     | Estadio Independencia, Lusaka |  |
|                               | Mbesuma 83' 88' |     | Maduka 56' |                               |  |
| Zambia avanza a la fase final |                 |     |            |                               |  |

## Fase Final
Los partidos se jugaron en Sudáfrica. Angola avanzó a esta ronda directamente como campeón defensor. 

### Semifinales
| 13 de agosto de 2005       | Angola   | 1–2 | Zimbabue                   | Mmabatho Stadium, Mafikeng |  |
|                            | Love 51' |     | Chandida 57' · Sandaka 87' |                            |  |
| Zimbabue avanza a la final |          |     |                            |                            |  |

| 13 de agosto de 2005     | Sudáfrica                   | 2–2 (8–9 p.) | Zambia                     | Mmabatho Stadium, Mafikeng |  |
|                          | Ndlela 63' · Raselemane 68' |              | Chamanga 18' · Katongo 24' |                            |  |
| Zambia avanza a la final |                             |              |                            |                            |  |

### Final
| 14 de agosto de 2005         | Zimbabue     | 1–0 | Zambia | Mmabatho Stadium, Mafikeng |  |
|                              | Chandida 84' |     |        |                            |  |
| Zimbabue es campeón regional |              |     |        |                            |  |

## Campeón
| Copa COSAFA 2005    |
| ------------------- |
| Bandera de Zimbabue |
| Zimbabue 3º Título  |

## Máximos goleadores
4 goles
- Collins Mbesuma

3 goles
- Katlego Mphela
- Sageby Sandaka

2 goles
- Cephas Chimedza
- Francis Chandida